# Fresno de Río Tirón
Fresno de Río Tirón est une commune d'Espagne dans la communauté autonome de Castille-et-León, province de Burgos. Elle s'étend sur 9,68 km2 et comptait environ 194 habitants en 2011.